# Erbsenmuster

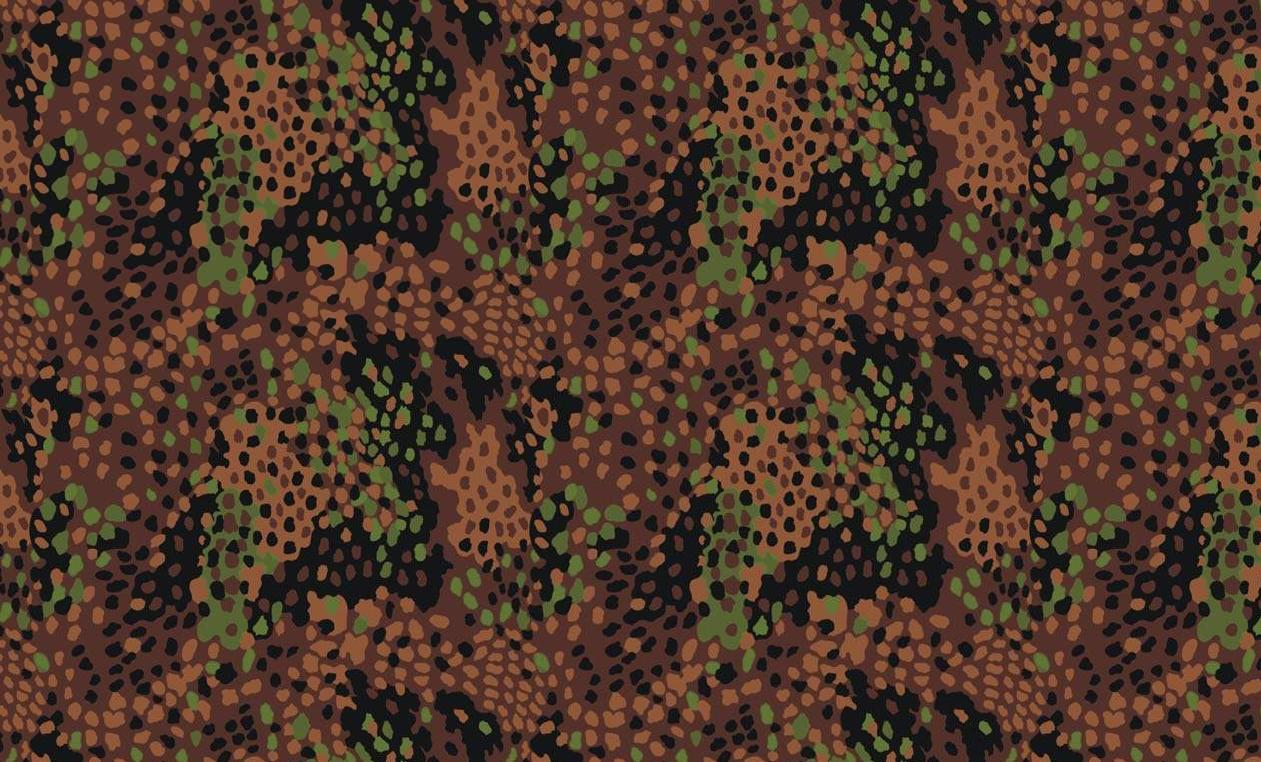
«Гороховый узор»

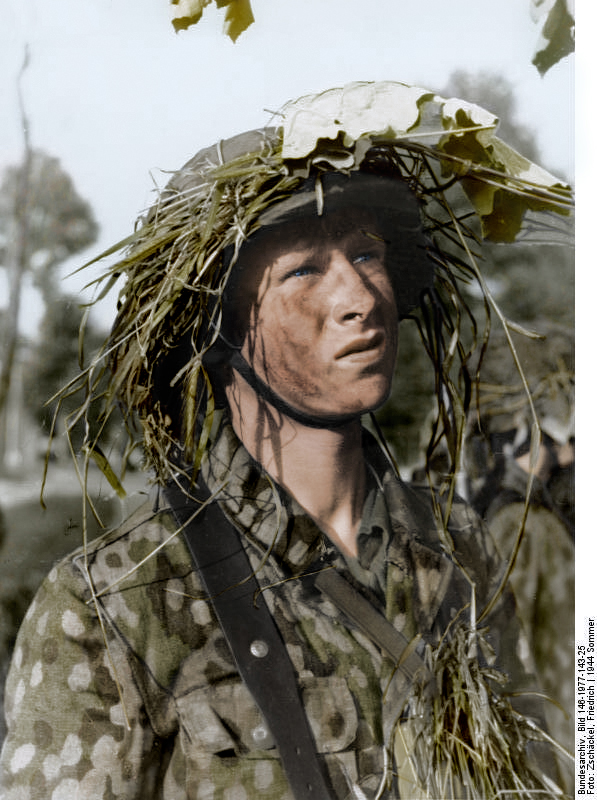
Немецкий солдат 12-й танковой дивизии СС «Гитлерюгенд» в камуфляжной куртке типа Erbsenmuster, Нормандия, Франция, 1944

Эрбсенмустер (нем. Erbsenmuster — «гороховый узор») — немецкий камуфляж времён Второй мировой войны, применявшийся Waffen-SS. Разработчиком был Иоганн Шик, создатель ряда камуфляжных расцветок для Вермахта и СС.

## История
Приказом от марта 1943 года были установлены правила ношения новой формы одежды, состоящей из двух предметов в расцветке getarnter Drillichanzug. Новое обмундирование было установлено с целью замены старой рабочей формы и для ношения в условиях боевых действий. Униформа шилась по лекалам упрощенного мундира и прилагаемых к нему брюк, введенных для вермахта и войск СС в 1943. С января 1944 для танкистов была введена новая форма — комбинезоны были заменены камуфлированными брюками с куртками.
Сама расцветка Erbsenmuster появилась ещё в 1942 году, но распространение получила только в 1943. Рисунок базируется на более раннем камуфляже Eichenlaubmuster («дубовый узор»). Согласно новым спецификациям, форма должна была быть «всесезонной», что позволяло делать её односторонней, в отличие от более ранних немецких камуфляжей или, например, итальянского telo mimetico.
Рисунок «горошка» включал четыре цвета: светло-коричневый, темно-коричневый, зеленый и черный, расположенные как маленькие точки, усеянные большими нерегулярными областями.
После войны форма в данной расцветке из оставшихся немецких запасов ограниченно использовалась Венгрией.